# Michel Santier

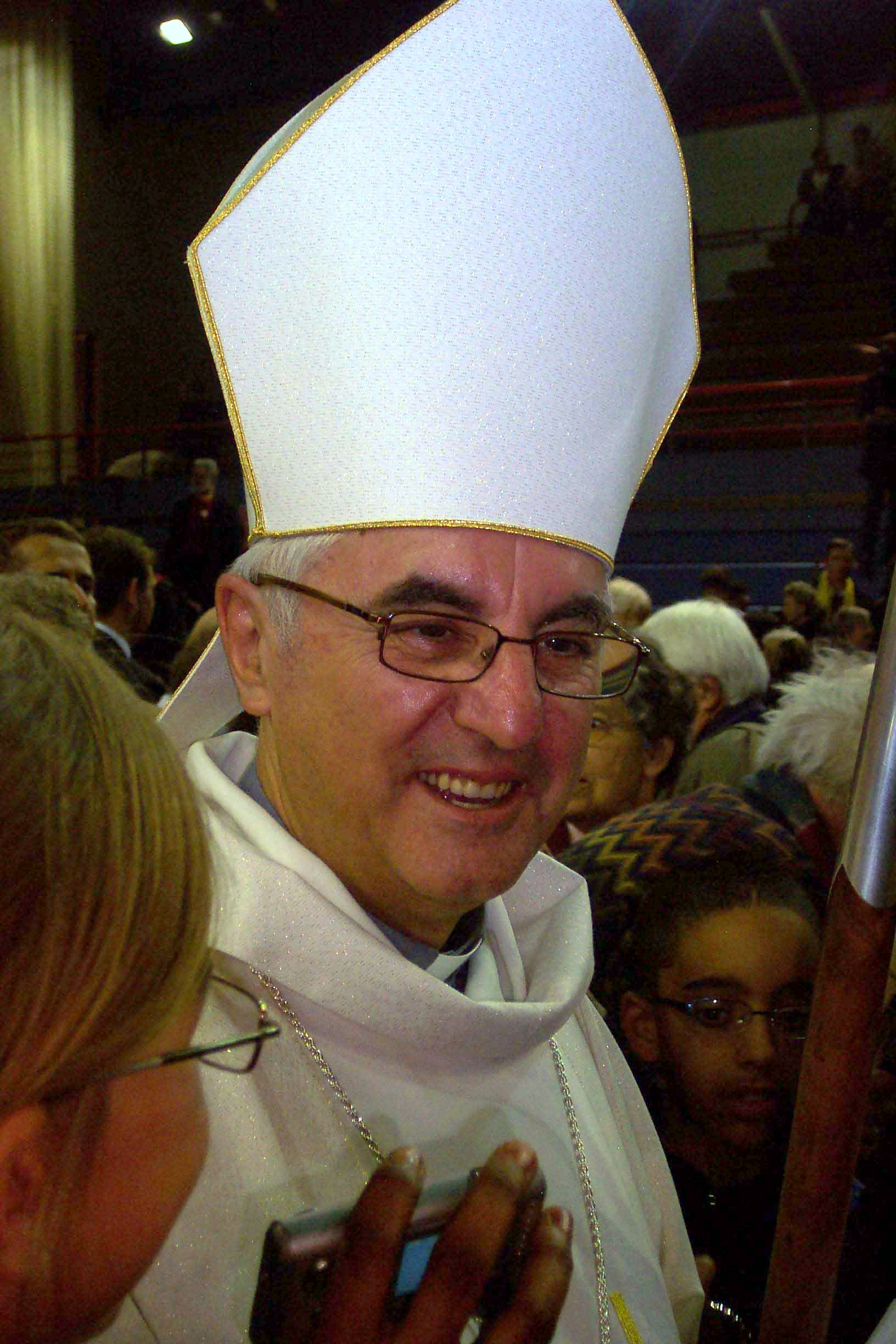
Michel Santier (2013)

Michel Léon Émile Santier (* 20. Mai 1947 in Graunville) ist ein französischer Geistlicher und emeritierter römisch-katholischer Bischof von Créteil.

## Leben
Michel Santier empfing am 7. Juli 1973 die Priesterweihe. Von 1978 bis 2001 unterrichtete er am Priesterseminar von Caen. 1996 wurde er Bischofsvikar für die Weiterbildung von Priestern und Laien sowie für Ökumene.
Papst Johannes Paul II. ernannte ihn am 19. Juni 2001 zum Bischof von Luçon. Der Bischof von Coutances, Jacques Fihey, spendete ihm am 23. September desselben Jahres die Bischofsweihe; Mitkonsekratoren waren François Garnier, Erzbischof von Cambrai, und Clément Guillon CIM, Bischof von Quimper.
Am 4. September 2007 wurde er zum Bischof von Créteil ernannt und am 18. November desselben Jahres in das Amt eingeführt. In der Französischen Bischofskonferenz war Santier von 2019 bis 2021 Mitglied des Rats für die Einheit der Christen und die Beziehungen zum Judentum.
Papst Franziskus nahm am 9. Januar 2021 seinen vorzeitigen, bereits im Sommer 2020 aus gesundheitlichen Gründen eingereichten Rücktritt an. Im Oktober 2022 wurde bekannt, dass Santier auch deshalb zurücktrat, weil er zwei Männer sexuell und geistlich missbraucht hatte, was er selbst einräumte. Die für Sexualdelikte zuständige Glaubenskongregation erlegte ihm ein „Leben des Gebets und der Buße“ auf, die Opfer verzichteten auf eine Anklage. Ebenfalls im Oktober 2022 wurden weitere Missbrauchsvorwürfe gegen Santier bekannt, der zurückgezogen als Seelsorger für eine Schwesterngemeinschaft und pensionierte Priester tätig ist.